# Reinharting (Gemeinde Nußdorf am Haunsberg)
Reinharting ist eine als Rotte verzeichnete Ansiedlung sowie eine Ortschaft im Bundesland Salzburg in der Gemeinde Nußdorf am Haunsberg (Bezirk Salzburg-Umgebung). Der Ort liegt in der Katastralgemeinde Pinswag im oberen Oichtental und hat 17 Einwohner bei einer Größe von sechs Wohnadressen.

## Natur
Im Ortschaftsgebiet fließen mehrere kurze Bäche zum hier regulierten Oichtenbach. Das Ortschaftsgebiet grenzt an den südlichen Teil des Naturschutzgebiets Oichtenriede.

## Verkehr
Zu erreichen ist Reinharting über die Berndorfer Landesstraße (L207) von Lamprechtshausen nach Berndorf bei Salzburg mit Abzweig in Lauterbach.